# 13 mars 1936
Le vendredi 13 mars 1936 est le 73e jour de l'année 1936.

## Naissances
- Étienne Brunet, linguiste français
- Colette Chaigneau, personnalité politique française
- Ingrid Reschke (morte le 5 mai 1971), réalisatrice est-allemande
- José Mojica Marins, réalisateur, acteur et scénariste de cinéma et de télévision brésilien
- Jozef Cywinski, scientifique américano-polonais
- Lothar Ahrendt, homme politique est-allemand
- Michael Checkland, financier britannique
- Michael Davies (mort le 25 septembre 2004), écrivain britannique
- Sadok Ben Aïcha, réalisateur tunisien

## Décès
- Francis Bell (né le 31 mars 1851), personnalité politique néo-zélandaise
- Gunnar Höjer (né le 25 janvier 1875), gymnaste artistique suédois